# Сігеред (король Кенту)
Сігеред (давн-англ. Sigered; ? — близько 764) — король Кенту у 762—764 роках.

## Життєпис
Походження Сігереда невідома, за деякими відомостями він належав до Есквінінгів (правителів Ессексу). У 762 році після смерті короля Ердвульфа. Право він отримав як родич колишніх королів Кенту з династії Есквінінгів.
Сігеред відомий лише з декількох хартій. Збереглася хартія Сігереда про дарування невеликої ділянки землі в північній частині Рочестера єпископу Ердвульфу, датована 762 роком. Цю хартію засвідчує підпис Едберта II. Обидва названі в ній королями Кента. Напевне Сігеред панував у Західному Кенті. Втім йому не вистачало законності. Можливо його співкоролем став Енмунд.
Інша хартія Сігереда надає єпископу Ердвульфу Рочестерському землі в Еслінгахама (сучасний Іслінґем) і пасовище у західному Велді (для місцевого монастиря). Судячи з підписів Бреговіна, архієпископа Кентерберійського, вона була складена між 762 і 764 роком. У ній згадано Енмунда як короля Кента.
Відповідно на думку дослідників Сігеред загинув близько 764 року під час вторгнення до Кенту мерсійського короля Оффи. Останній сприяв спадкуванню трону в Західному Кенті Гебертом.